# Paracles pectinalis
Paracles pectinalis là một loài bướm đêm thuộc phân họ Arctiinae, họ Erebidae.